# Raymond (Minnesota)
Raymond – miasto w Stanach Zjednoczonych, w stanie Minnesota, w hrabstwie Kandiyohi.